# Спутниковая антенна
Спутниковая антенна, также антенна спутниковой связи, спутниковая тарелка — антенна, используемая для приёма и (или) передачи радиосигналов между земными станциями спутниковой связи и искусственными спутниками Земли, в более узком значении — антенна, используемая при организации связи между земными станциями с ретрансляцией через спутники. В спутниковой связи используются различные типы антенн, самый известный — зеркальные параболические антенны («спутниковые тарелки», англ. Satellite Dish), массово применяемые в различных областях, от спутникового ТВ и сетей VSAT до центров космической связи. Активно развивается применение для спутниковой связи фазированных антенных решёток, позволяющих осуществлять скоростное наведение антенны на спутник исключительно электронными методами.  Распространены слабонаправленные спутниковые антенны, не требующие никакого наведения, как внешние, так и встраиваемые в приемники сигналов спутниковой навигации, спутниковые телефоны и другое оборудование. В зависимости от назначения системы спутниковой связи могут применяться и другие типы антенн.

## Применение антенн спутниковой связи
В земных станциях спутниковой связи, в зависимости от назначения системы, применяются антенны различных типов. Выбор конкретного типа определяется диапазоном частот, в котором организуется связь, требуемым усилением антенной системы, а также ценовыми и эксплуатационными ограничениями (по размеру, весу, трудоемкости установки и использования).
Наиболее известная область применения спутниковых антенн — приём программ спутникового ТВ. По оценкам, к ним подключено более половины всех телевизоров. Для приёма широкополосных сигналов ТВ-вещания требуется достаточно высокое усиление антенны, поэтому применяются направленные зеркальные антенны, в просторечии именуемые «спутниковыми тарелками». В 1970—1980-е годы для приёма и передачи телевизионных сигналов в С-диапазоне использовались зеркальные антенны размером в метры и десятки метров, устанавливаемые на специальных станциях космической связи. Приемные станции советской системы «Экран», осуществлявшей с конца 1970-х до середины 2000-х годов непосредственное аналоговое ТВ-вещание в диапазоне дециметровых волн, оснащались сборками антенн типа волновой канал, также достаточно громоздкими и позволяли принимать только одну программу. К 1990-м, благодаря переходу в более высокочастотный Ku-диапазон и росту энергетики спутников, стало возможным использовать для приема спутникового вещания недорогие антенны небольшого размера, около 1 метра, а впоследствии и менее, и начался бурный рост домашних установок спутникового приёма. Головные станции кабельных сетей также оснащаются спутниковыми антеннами, обычно бо́льшего, чем для домашнего приёма, размера, чтобы обеспечить запас по усилению, а значит и надёжности приёма, в неблагоприятных условиях. Узлы распределительных спутниковых сетей, доставляющие сигнал в региональные телецентры, продолжают использовать С-диапазон, как более устойчивый к погодным условиям, и оборудованы антеннами размером в метры.
Еще одна область, где широко используются спутниковые тарелки — VSAT-станции (или малые земные станции спутниковой связи) систем широкополосной передачи данных, таких, как спутниковый интернет и ведомственные сети связи. Такие станции как принимают, так и передают радиосигналы и должны соответствовать требованиям регламента радиосвязи. Требования к их антеннам гораздо выше, чем к телевизионным «тарелкам», как по точности изготовления, так и по прочности конструкции и точности наведения. Антенны VSAT должны удерживать на себе не только приёмный конвертер, но и передающий блок, не создавать при передаче помех окружающим и другим спутниковым станциям и сохранять своё положение даже при сильной ветровой нагрузке. Станции VSAT не настолько распространены, как антенны спутникового ТВ, но применяются довольно широко и незаменимы во многих областях человеческой деятельности. Антенны первых станций VSAT, работавших в C-диапазоне, имели размер 2.5 метра. Современные малые станции диапазонов Ku и Ka оснащаются антеннами с типичными размерами от десятков сантиметров до полутора метров.
- ЦКС «Дубна». Слева - NEC Mark IV (32 метра), построенная для трансляции Олимпиады-80 в системе Intelsat, справа - ТНА-57 (12 метров), вещавшая в системе «Экран»[14].
- Антенны для приёма спутникового ТВ на жилом доме.
- Антенны VSAT диапазонов Ku и Ka.
- Телекоммуникационный центр «Щелково» оператора Газпром космические системы.

Направленные антенны должны быть максимально точно ориентированы в сторону космического аппарата, через который происходит работа. Для работы со спутниками на геостационарной орбите наведение антенны производится при её установке, для спутников на других орбитах, а также при работе в движении, требуется непрерывное сопровождение спутника антенной. Cистемы непрерывного удержания антенны в направлении спутника существенно усложняют и удорожают её конструкцию, поэтому большое внимание уделяется внедрению в спутниковую связь технологий фазированных антенных решёток, позволяющих сделать антенны более компактными и реализовать электронное управление наведением, без механического перемещения.
Во многих применениях мобильной спутниковой связи, таких как навигация, телефония, низкоскоростная передача данных, используются дешёвые слабонаправленные антенны, не требующие постоянного наведения на спутник. Такие антенны, например, входят в состав любого устройства с функциями приёма сигналов GPS/ГЛОНАСС.

## Типы антенн земных станций спутниковой связи

### Зеркальные антенны
Зеркальные антенны — наиболее распространённый тип направленных спутниковых антенн. Зеркальные антенны применяются в различных диапазонах спутниковой связи, от дециметровых волн до Ka-диапазона, и на различных типах станций — от систем индивидуального ТВ-приёма до центров космической связи. Зеркальные антенны большого размера применяются в центрах передачи сигналов спутникового вещания, на центральных станциях спутниковой связи, на магистральных высокоскоростных каналах.

#### Принцип действия
Зеркало антенны (отражатель, рефлектор) собирает всю энергию попадающих на его площадь радиоволн в своём фокусе. Для того, чтобы в точке фокуса не возникало взаимного гашения приходящих в неё радиоволн, зеркало изготавливается в форме параболоида вращения, где радиоволны, отраженные от любой точки поверхности зеркала, достигают фокуса в одной фазе. Такие антенны называются параболоидными или, чаще, параболическими.
В точке фокуса устанавливается облучатель — небольшая дополнительная антенна, засвечивающая зеркало. Облучатель должен иметь диаграмму направленности, согласованную с размерами отражателя, поскольку если засвечивается не вся поверхность зеркала, усиление антенны не может достичь возможного максимума. С другой стороны, если направленность облучателя недостаточно узка, часть энергии излучается вхолостую, также снижая усиление антенны. Кроме того, возникают помехи окружающим устройствам при передаче, и увеличение уровня шума при приёме. При этом облучатель должен работать во всём диапазоне частот, для которого предназначена антенна. Собственно зеркальной антенной становится только согласованная система «зеркало+облучатель» в сборе. Для формирования нужной диаграммы облучателя используются рупоры, диэлектрические линзы, могут применяться и другие типы направленных антенн.
Ширина диаграммы направленности и усиление зеркальной антенны зависят от отношения её апертуры к длине волны, точности изготовления зеркала (отклонения должны быть на порядок меньше длины волны), коэффициента использования поверхности, зависящего от выбранной конструкции антенны и характеристик её облучателя, точности установки частей антенны (зеркала, облучателя, контррефлектора, если есть) относительно друг друга. Точка фокуса отражателя антенны не зависит от используемого диапазона частот, поэтому одно и то же зеркало может использоваться в различных диапазонах при установке на него различных облучателей и выполнения требований по точности изготовления для самого высокочастотного (коротковолнового) из используемых диапазонов. Чем в более высокочастотном диапазоне используется антенна, тем у́же её диаграмма направленности и выше усиление при одном и том же размере зеркала.

#### Конструкция
Зеркало антенны изготавливается из электропроводящего материала (сталь, алюминиевые сплавы) с антикоррозионным покрытием. Для снижения ветровых нагрузок и уменьшения веса зеркала может использоваться металлическая сетка (при условии, что диаметр отверстий не превышает 0.1*λ, где λ — длина волны). По технологическим и экономическим соображениям зеркала могут изготавливаться из неметаллических материалов — композитов (углепластик, стеклопластик) или пластмасс. Если зеркало антенны изготавливается из непроводящего материала, в его структуру дополнительно вводится отражающая поверхность из металлической фольги, сетки, электропроводяшей краски.
Кроме рефлектора и облучателя, в состав антенны входит опорно-поворотное устройство, с помощью которого производится наведение антенны на спутник, ручное или моторизованное. Опорно-поворотное устройство обеспечивает стабильное положение антенны, которое не должно меняться под действием её веса и ветра со скоростью до 20-25 м/с, а разрушаться антенна не должна и при значительно бо́льших ветровых нагрузках. При работе в сложных климатических условиях на антенну может устанавливаться антиобледенительная система из установленных с обратной стороны зеркала нагревательных элементов или тепловых пушек.

#### Осесимметричные антенны
Осесимметричные антенны имеют симметричное зеркало, фокус которого расположен на оси симметрии. У прямофокусной антенны (англ. Prime Focus) облучатель устанавливается в точке фокуса, перед зеркалом. Также используются двухзеркальные схемы, в которых на оси антенны устанавливается небольшое дополнительное зеркало-контррефлектор, а облучатель располагается со стороны зеркала в фокусе контррефлектора. Схемы с контррефлектором сложнее в расчёте, изготовлении и настройке, но позволяют уменьшить габариты антенны и упростить доступ к облучателю, снизить уровень боковых лепестков диаграммы направленности и шумовую температуру антенны, в некоторых случаях улучшить коэффициент использования поверхности. Облучатель или контррефлектор и его крепления затеняют часть зеркала антенны, что приводит к уменьшению эффективной апертуры. Поэтому осесимметричные схемы применяют в основном на достаточно больших (1,5 — 2 метра и более) антеннах, затеняемая площадь которых относительно невелика.
- Двухзеркальная (справа) и прямофокусные (левее) антенны Центральной Земной Станции спутниковой сети
- Прямофокусная антенна для приёма спутникового ТВ с зеркалом из металлической сетки
- Мобильная спутниковая станция с двухзеркальной антенной с кольцевым фокусом

Осесимметричные схемы применяются также для антенн малого диаметра мобильных спутниковых станций. На таких антеннах часто используется двухзеркальная схема с кольцевым фокусом, формируемым рефлектором специальной формы. Такая схема сложна в расчёте и изготовлении, но она позволяет увеличить коэффициент использования поверхности, cделать антенну более компактной и упростить её сборку.

#### Офсетные антенны
Офсетные антенны, или антенны со смещённым облучателем, получаются путём вырезки из параболического зеркала. Диаграмма направленности такой антенны смещена относительно оси её зеркала на угол, называемый углом офсета (или углом смещения). Офсетные антенны имеют несимметричную (овальную) форму и несколько вытянуты по вертикали, тем сильнее, чем больше угол офсета. Это объясняется тем, что зеркало антенны наклонено относительно направления на спутник и в то же время должно обеспечивать равномерную засветку поверхности облучателя. Как и осесимметричные, офсетные антенны могут быть выполнены по двухзеркальным схемам.
Основное преимущество офсетных антенн в том, что облучатель и элементы его крепления не перекрывают собой направление на спутник и не затеняют зеркало антенны, что позволяет увеличить коэффициент использования поверхности. 
Офсетная конструкция имеет и ряд недостатков. Офсетные зеркала большого размера значительно сложнее в изготовлении и сборке, чем осесимметричные, поэтому по офсетной схеме строятся антенны небольшого размера (до 2,5 метров), используемые для приёма спутникового ТВ и на VSAT-станциях, где возможность полного использования зеркала антенны, без затенения его облучателем, даёт заметный выигрыш в усилении. При работе с линейной поляризацией офсетные антенны имеют худший уровень поляризационной развязки, что может приводить к увеличению уровня помех от сигналов соседней поляризации на том же спутнике. При работе с круговой поляризацией диаграмма направленности офсетной антенны отличается для левой и правой поляризаций, поэтому при смене рабочей поляризации требуется и одновременная подстройка наведения антенны, причём эффект тем заметнее, чем больше размер зеркала.
При малых углах вертикального наведения наклон офсетной антенны к вертикали становится отрицательным — зеркало «смотрит в землю», хотя нацелено на спутник, находящийся выше горизонта. При этом конструкция опорно-поворотного устройства может ограничивать минимальный угол наведения из-за того, что нижний край зеркала упирается в опору. 
- Офсетные антенны VSAT Ku-диапазона
- Офсетная антенна для приёма спутникового ТВ
- Офсетная антенна при малом угле возвышения на спутник

### Фазированные антенные решётки
Плоские фазированные антенные решётки (ФАР) используются для создания компактных спутниковых антенн различных диапазонов.

#### Принцип действия
ФАР формируется многими когерентно запитываемыми излучателями, в качестве которых могут использоваться полосковые, рупорные, щелевые и другие типы антенн. Если сигнал на все излучатели приходит в одной фазе (синфазная решётка), то диаграмма направленности антенны перпендикулярна к её плоскости. Усиление такой антенны зависит от отношения её размера (апертуры) к длине волны, количества и взаимного расположения излучателей и от потерь в линиях, через которые запитываются излучатели. Синфазная решетка, как любая направленная антенна, требует механической ориентации в направлении сигнала. При изменении соотношения фаз между излучателями диаграмма направленности фазированной решетки отклоняется относительно плоскости антенны, усиление антенны при этом уменьшается, тем сильнее, чем больше диаграмма направленности отклонена от нормали. Управляемые фазовращатели в линиях питания излучателей ФАР позволяют построить антенну с электронным управлением диаграммой направленности, не требующим механического перемещения при наведении. Электронное наведение антенны, в отличие от механического, может быть практически мгновенным. Хотя такая схема достаточно сложна в реализации и приводит к уменьшению усиления антенны при изменении диаграммы направленности, она востребована в многих применениях спутниковой связи. Применяется и гибридная схема управления диаграммой направленности ФАР — электронным сканированием в одной плоскости и механическим перемещением в другой.

#### Применение в спутниковой связи
Спутниковые антенны, создаваемые на базе фазированных решёток, имеют ряд ограничений. Они могут работать только в сравнительно узком диапазоне частот (например, работа во всем диапазоне от 10,7 до 12,75 ГГц с одной антенной на базе ФАР невозможна), сложны в разработке и изготовлении и имеют высокую цену. На основе ФАР строятся в основном спутниковые антенны с малой апертурой.
Преимущества антенн на базе ФАР — компактность и возможность электронного управления диаграммой направленности — делают их востребованными в мобильной спутниковой связи. Фазированные решётки используются в составе носимых и подвижных станций диапазонов Ku и Ka, портативных терминалов Inmarsat BGAN (L-диапазон), носимых спутниковых станций специального назначения. Разрабатываются новые типы спутниковых антенн на базе ФАР, использующие управляемые линзы из метаматериалов, что должно улучшить их характеристики и, в перспективе, снизить стоимость при массовом производстве. В земных станциях спутниковой сети Starlink компании SpaceX, где требуется непрерывное сопровождение антенной низкоорбитальных спутников, планировалось применение фазированных решёток с электронным управлением диаграммой направленности, при этом заявлялась стоимость терминала менее $300, но на первом этапе предложено использовать существенно более дорогие, по оценкам, антенны, комбинирующие электронное наведение с предварительным механическим (встроенными моторами).
Также на базе антенных решёток выпускаются плоские компактные антенны для домашнего приёма спутникового ТВ, которые требуют для установки гораздо меньше места, чем классические «тарелки» сравнимой апертуры, поскольку не имеют вынесенного перед плоскостью антенны облучателя. Это позволяет размещать их не только на улице, но и в помещении (на окне, балконе, лоджии и т. п.) при условии, что место установки обеспечивает видимость спутника.
- Плоская антенна приёма спутникового ТВ
- Моторизованная антенна для спутниковой связи в движении на базе синфазной решётки
- Терминал системы спутниковой связи Inmarsat BGAN[англ.]

### Слабонаправленные антенны
Слабонаправленные (также всенаправленные) антенны (полосковые, квадрифиллярные) используются для связи через низкоорбитальные и геостационарные спутники в спутниковых телефонах, спутниковом радио, приёме сигналов систем спутниковой навигации и других приложениях, где нет возможности непрерывно ориентировать антенну. Такие антенны имеют широкую диаграмму направленности, что приводит к приёму большого количества шумов (высокой шумовой температуре антенны) и малому отношению сигнал/шум для полезного сигнала на входе приёмника, а следовательно и к низкой пропускной способности системы в целом, но позволяет работать со спутниками, находящимися в зоне видимости, без дополнительного наведения.
- Антенна терминала мобильной спутниковой связи Иридиум
- Внешняя антенна для приёмников ГЛОНАСС/GPS
- Спутниковый телефон Inmarsat

### Антенны бегущей волны
Направленные антенны бегущей волны и близкие к ним (спиральные, волновой канал, логопериодические и т. д.), имеющие заметное усиление по сравнению с ненаправленными, применяются в диапазонах метровых (англ. VHF) и дециметровых (англ. UHF) волн, где зеркальные антенны с аналогичными параметрами становятся слишком большими и сложными сооружениями. Антенны бегущей волны используются для приёма телеметрии и связи со спутниками на низких орбитах, обмена информацией с метеорологическими спутниками, в любительской радиосвязи через спутники, для некоторых специальных видов спутниковой связи.
- Терминал тактической спутниковой связи
- Антенна УКВ-связи с космическими кораблями
- Антенна приёма телеметрии и слежения за спутниками

## Наведение спутниковых антенн
Для работы через спутник прежде всего необходимо, чтобы между антенной и спутником имелась прямая видимость (не было препятствий, мешающих прохождению радиосигнала). При выполнении этого условия слабонаправленные антенны наведения не требуют. Направленная антенна должна быть ориентирована таким образом, чтобы направление на спутник совпадало с максимумом её диаграммы направленности. Малые антенны в низкочастотных диапазонах (L,C) имеют широкую диаграмму направленности, например, для портативного терминала Inmarsat BGAN ширина ДН составляет от 30° до 60°. Такую антенну достаточно грубо сориентировать в нужном направлении, чтобы спутник попадал в ограниченный её диаграммой сектор. Антенны с узкой диаграммой направленности и высоким усилением требуют максимально точного наведения.

### Фиксированное наведение на геостационарные спутники
Геостационарные спутники расположены над экватором и обращаются вокруг Земли с периодом, равным периоду вращения Земли. В идеальном случае геостационарный спутник абсолютно неподвижен относительно земного наблюдателя, и сопровождение антенной спутника не требуется. Антенну достаточно навести один раз и зафиксировать, дополнительное наведение потребуется только в случае смещения антенны. В реальности геостационарные спутники удерживаются в своей точке стояния с определённой точностью, составляющей для современных аппаратов менее 0,1°. Если диаграмма направленности антенны в несколько раз шире, чем максимальное отклонение аппарата от точки стояния, то видимым смещением спутника можно пренебречь и считать его неподвижным. Например, ширина главного лепестка диаграммы направленности в Ku-диапазоне для антенны диаметром 2,4 метра — около 0,7°, для антенн диаметром 0,9 метра — более 1,5°, для антенн меньшего размера — ещё больше. С такими антеннами, используемыми на VSAT-станциях и при приёме спутникового ТВ, дополнительного сопровождения спутника после наведения не требуется.
Для наведения антенны нужно установить углы места (возвышения над горизонтом) и азимута, определяющие направление на спутник. Эти углы рассчитываются из географических координат места установки антенны и точки стояния спутника. 

### Многолучевые антенны
Многолучевые системы позволяют формировать на одной антенне несколько диаграмм направленности и работать с несколькими спутниками на геостационарной орбите без поворота антенны. Многолучевые антенны могут строиться на базе стандартных параболических зеркал (мультифид), на базе зеркал сферического и тороидального (тороидально-параболического) профиля, на базе фазированных антенных решёток.

#### Мультифид
При смещении облучателя в фокальной плоскости параболического зеркала диаграмма направленности антенны отклоняется в противоположную сторону с одновременным уменьшением усиления, тем бо́льшим, чем сильнее смещён облучатель. На этом основана многолучевая система на основе стандартной зеркальной антенны — «мультифид». Система строится из нескольких облучателей (конвертеров), расположенных со смещением от фокуса параболической антенны таким образом, что каждый принимает сигнал со спутников в разных орбитальных позициях. «Мультифидом» также называют конструктивный элемент (кронштейн), на котором крепятся дополнительные конвертеры. Максимально возможное отклонение облучателя от точки фокуса параболической антенны составляет около 10°.

#### Тороидальная антенна
Для одновременной работы со многими спутниками в широком секторе геостационарной орбиты используются тороидальные антенны. Тороидальные антенны Simulsat или CPI 700-70TCK позволяют одновременно принимать до 35 спутников, расположенных на дуге шириной 70°. При домашнем приёме спутникового ТВ могут использоваться тороидальные антенны WaveFrontier или аналогичные, позволяющие принимать сигнал с 16 спутников на дуге в 40° и более.

### Моторизованные антенны
Моторизованные приводы наведения антенн используются в следующих случаях:
- Автоматическое перенаведение антенны на различные спутники,
- Автоматическое наведение на спутник при развёртывании антенны,
- Автоматическое сопровождение спутника.

#### Перенаведение между спутниками
Автоматическое перенаведение антенны между спутниками используется в спутниковом телевидении для увеличения количества принимаемых программ. Для этого используется полярный подвес, позволяющий с помощью одного привода одновременно изменять углы азимута и возвышения так, что антенна движется вдоль «дуги Кларка» (линии, на которой находятся все геостационарные спутники при взгляде с Земли). Ось вращения антенны на полярном подвесе параллельна оси вращения Земли. Выбор позиции, на которую наводится антенна, производится спутниковым ресивером или компьютерным спутниковым тюнером с помощью позиционера, управляемого по протоколам USALS или Diseqc. При установке полярного подвеса требуется тщательная работа по его настройке.

#### Автоматическое развёртывание и наведение
Автоматическое наведение используется в возимых или переносных мобильных спутниковых станциях для быстрого установления связи. Для наведения используется отдельное устройство — контроллер, определяющий координаты антенны с помощью системы спутникового позиционирования (GPS, Глонасс) и вычисляющий углы азимута, места и поворота поляризации для наведения на требуемый спутник. На основании вычисленных углов контроллер устанавливает положение антенны, проверяет захват сигнала со спутника и производит точное донаведение по его максимуму. При необходимости возможно перенаведение с одного спутника на другой, параметры которого также должны иметься в контроллере.

#### Автоматическое сопровождение спутника
Автоматическое сопровождение спутника — непрерывное удержание его в максимуме диаграммы направленности при движении относительно антенны. Автосопровождение может осуществляться как моторными приводами антенны, так и электронным управлением диаграммой направленности. Для автосопровождения требуется контроллер, управляющий наведением антенны. Автосопровождение применяется в следующих случаях:
- Станции для связи в движении, устанавливаемые на транспортных средствах (автомобилях, поездах, судах, самолётах). При движении положение антенны относительно спутника непрерывно меняется и требуется её удержание (стабилизация) в нужном направлении. Для удержания направления на спутник на движущихся объектах используются два метода. Первый — непрерывное определение направления, в котором смещается спутник относительно антенны, путём постоянного сканирования (отклонения диаграммы направленности) в узком секторе, не приводящем к существенному ухудшению сигнала. Второй — удержание положения антенны с помощью гироскопов и датчиков ускорений[64].
- Большие антенны, ширина диаграммы направленности которых сравнима с возможным отклонением геостационарного спутника от точки стояния. При использовании такой антенны без системы сопровождения уровень сигнала будет меняться в течение суток в соответствии с видимым движением спутника на небосклоне. Контроллер автосопровождения отслеживает уровень принимаемого со спутника сигнала и подводит антенну так, чтобы он был максимальным. Для стабильного удержания используется программное предсказание видимого смещения спутника на основании ранее накопленных данных и элементов его орбиты[65].
- Антенны для работы со спутниками на негеостационарных орбитах. Спутник, находящийся на любой орбите, кроме геостационарной, непрерывно движется относительно земного наблюдателя. Скорость и траектория движения зависят от параметров орбиты. При использовании направленных антенн для работы с такими спутниками требуется их постоянное сопровождение, которое осуществляется на основе информации о местоположении станции и элементах орбиты спутника и может корректироваться по принимаемому сигналу[66][15].